# 朱景玄 (唐朝)
朱景玄，唐朝時吳郡人。憲宗元和時進士。涇州節度使朱叔夜的從侄。善詩，又作《畫斷》（後世改名《唐朝名畫錄》）三卷，品評當時畫家優劣，記述畫家事跡。有詩句云：“塞鴻先秋去，邊草入夏生”。時人誦習之。